# Austroplebeia websteri
Austroplebeia websteri är en biart som först beskrevs av Rayment 1932.  Austroplebeia websteri ingår i släktet Austroplebeia och familjen långtungebin. Inga underarter finns listade.